# José María Cano
Pour les articles homonymes, voir Cano et Andrés.
 (août 2012).
Si vous disposez d'ouvrages ou d'articles de référence ou si vous connaissez des sites web de qualité traitant du thème abordé ici, merci de compléter l'article en donnant les références utiles à sa vérifiabilité et en les liant à la section « Notes et références ».
José María Cano Andrés (né à Madrid, le 21 février 1959) est un musicien, compositeur et artiste peintre espagnol. Il fonde Mecano, groupe phare de la pop espagnole pendant la Movida, vend 25 millions d'albums (inscrit au livre des Records Guinness), puis abandonne la vie publique et devient peintre d'art contemporain à l'œuvre parfois sombre.

## Biographie

### Fonde le groupe pop espagnol Mecano
Après des études d'architecture, il fonde en 1975 le groupe José María Cano et ses amis, lui est à la guitare et au chant, Ana Torroja son ex-petite amie aux chœurs, et son frère Nacho Cano aux claviers. Dans les années 1980, le groupe se rebaptise Mecano et devient l'un des groupes en langue espagnole les plus connus et les plus vendeurs en Espagne. Il compose notamment Hijo de la Luna, Mujer contre Mujer (Une femme avec une femme) dont l'album Descanso Dominica se vend à 2 millions, qui sont des hits aussi en France. Le groupe s'arrête en 1992 et Cano Andrés annonce en 1998 que le groupe est définitivement séparé (malgré des opérations de promotion lors de compilations plusieurs années après).

### Compositeur lyrique
Fin 1992, José Cano se retire à Londres pour se reposer, mais en fait il y compose un opéra lyrique et fait appel, entre autres, à la soprano Montserrat Caballe et au tenor Placido Domingo. Dans la foulée il crée un label (Ediciones Musicales Santa Teressa, qui deviendra Red Hat) et il sort en 1997 le disque Luna, son premier disque en solo qui se vendra à 125000 exemplaires (le disque d'opéra le plus vendu en Espagne jusqu'à aujourd'hui, mais qui a failli le ruiner à l'époque). En 1998, il arrive malgré tout à concrétiser une représentation de son opéra à Valencia avec orchestre. Elle n'aura lieu que le temps d'une représentation. Heureusement la première compilation officielle de Mecano Ana|José|Nacho sort à l'époque et couvre les dettes de ce projet qu'il a lui-même financé.

### Retour à la chanson pop
Au début des années 2000, José Maria Cano revient à la pop et sort "Josecano" qui ne se vend qu'à 20000 copies. Cela lui permet de revenir sur scène et de faire quelques opérations de promotion. Il compose aussi l'hymne officiel du club de football le Real Madrid.

### Peintre contemporain
Empêtré dans des histoires de divorce, il décide de se retirer du monde de la musique et du spectacle. Il se lance dans la peinture, sous le nom de Cano de Andrès. Ses œuvres abordent certains thèmes comme la violation des droits de l'homme, la prostitution, le monde de la finance. Il peint également son fils et des autoportraits. Il utilise une technique proche du pointillisme, modernisé grâce aux nouvelles technologies. Il agrandit par exemple des détails de timbres-poste, de publicités noir et blanc en reproduisant manuellement les trames d'impression. Il se sert de la même technique pour ses autoportraits. Il expose en Espagne, mais aussi à Berlin, Prague, Miami, Shangai. On trouve ses œuvres lors d'expositions, mais aussi dans les musées d'art contemporain entre Warhol et Liechstenstein. En 2006, il revient comme chef d'orchestre pour une interprétation de son titre devant le Pape Benoit XVI, par Montserrat Caballé.

### Compositeur
Outre pour Mecano, entre 1981 et 2006, Jose Maria Cano continue en marge de la peinture à composer. Il travaille pour plusieurs artistes de variété, dont Miguel Bosé, Ivan, Ana Belen, Sara Montiel, Julio Iglesias pour les plus connus.

### Paradise Papers
Le nom de José María Cano est mentionné dans les Paradise Papers en novembre 2017, révélant ainsi que l'artiste a participé à des évasions fiscales dans des paradis fiscaux.

## Discographie
VoirDiscographie de Mecano
En solo
- 1998 : Luna
- 2000 : Josecano
- 2018 : Luna - Canciones, romanzas y danzas. Edición 20° aniversario. (Plácido Domingo, Teresa Berganza, Renée Fleming, Ainhoa Arteta et María Pagés).

Singles
- 2000 : Y ahora tengo un novio
- 2000 : India veracruzana/Linda veracruzana
- 2000 : Lia

## Galerie

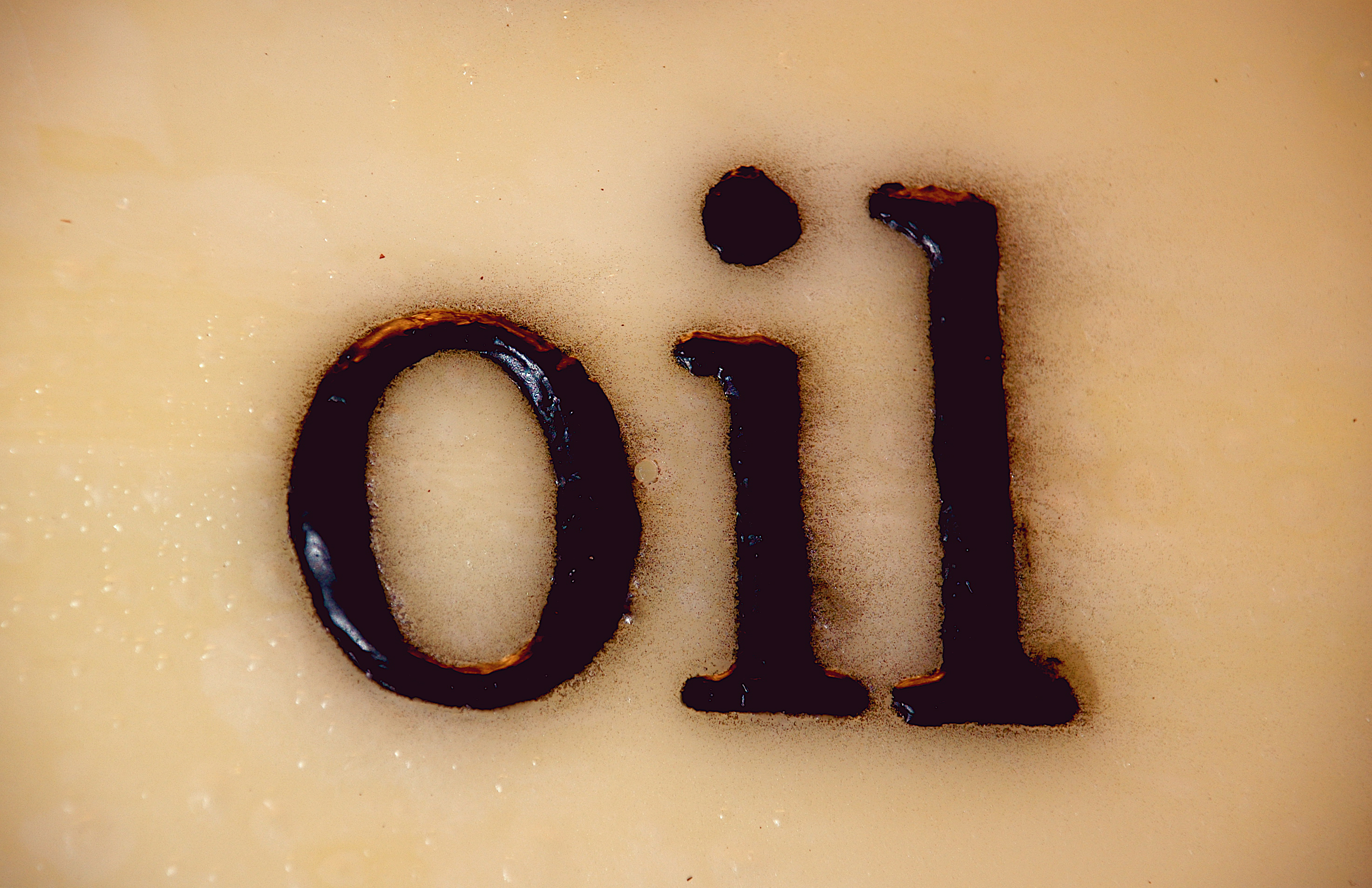
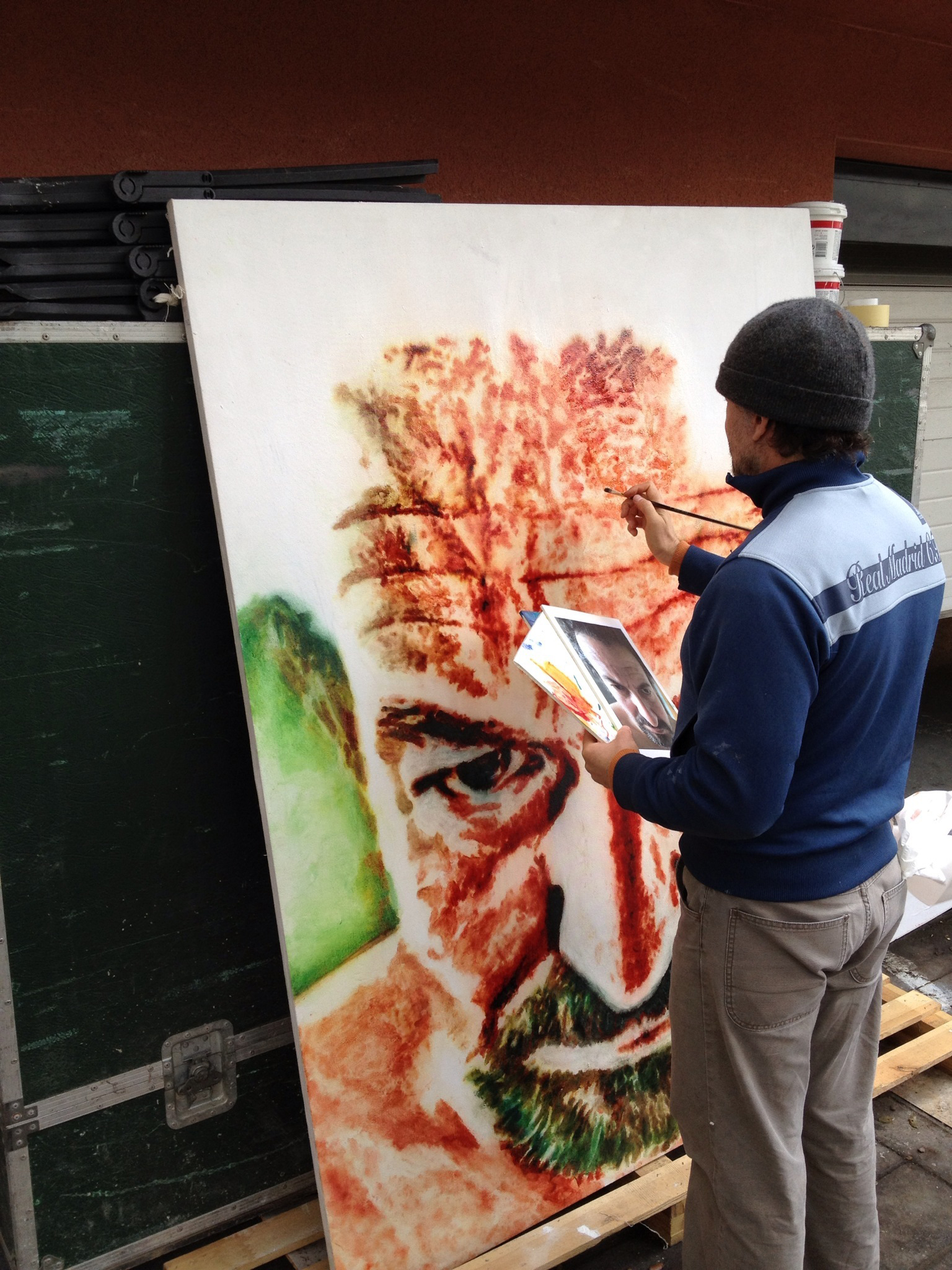
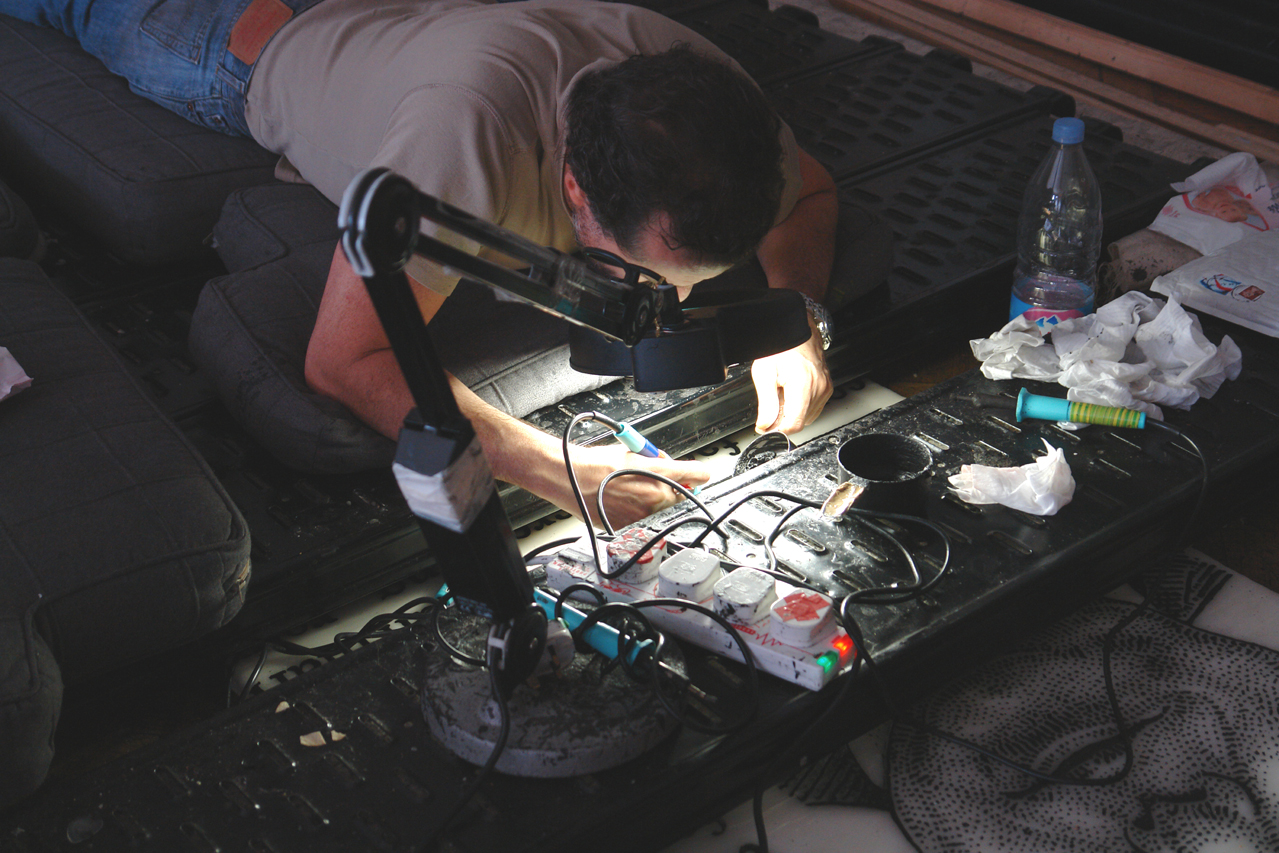
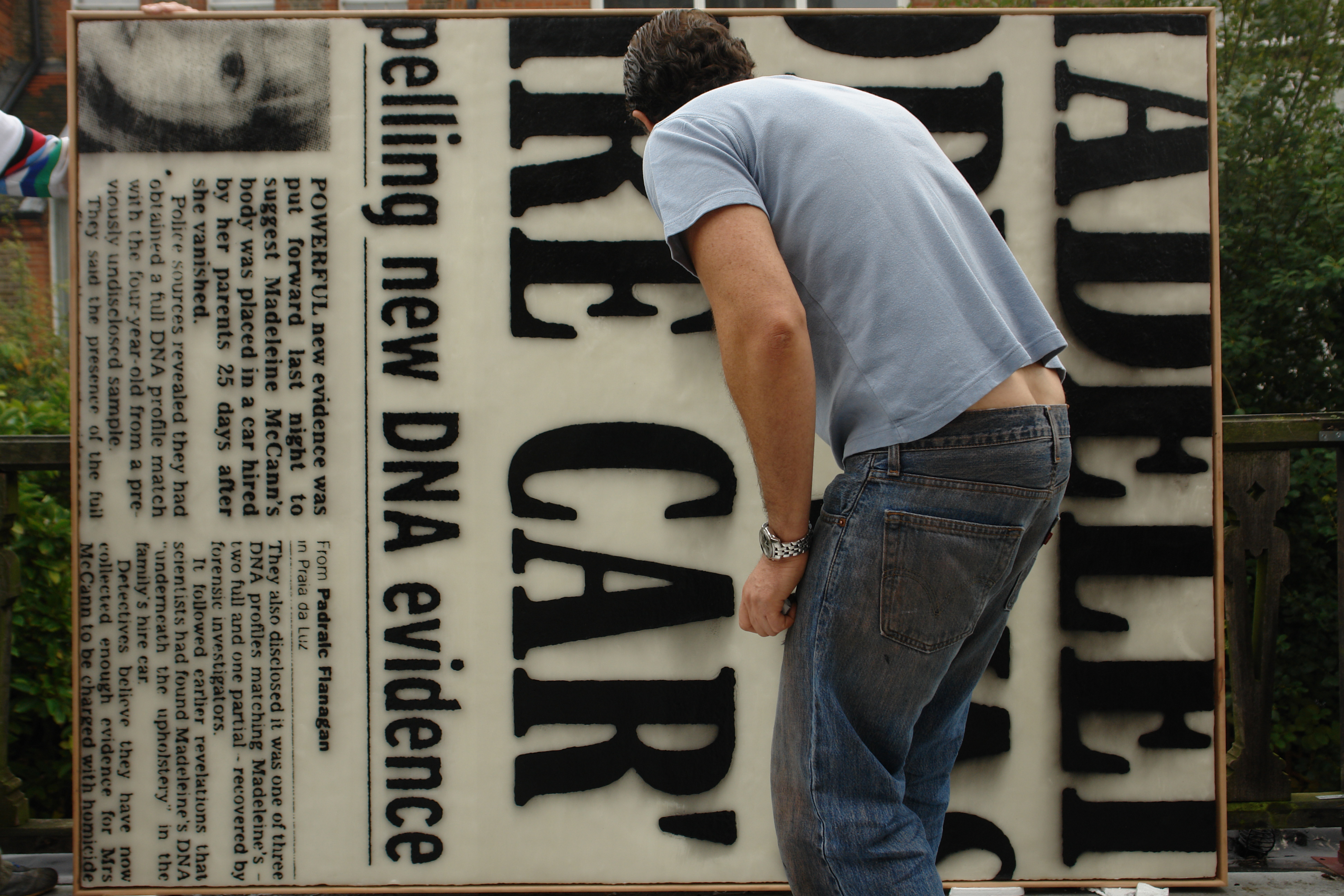
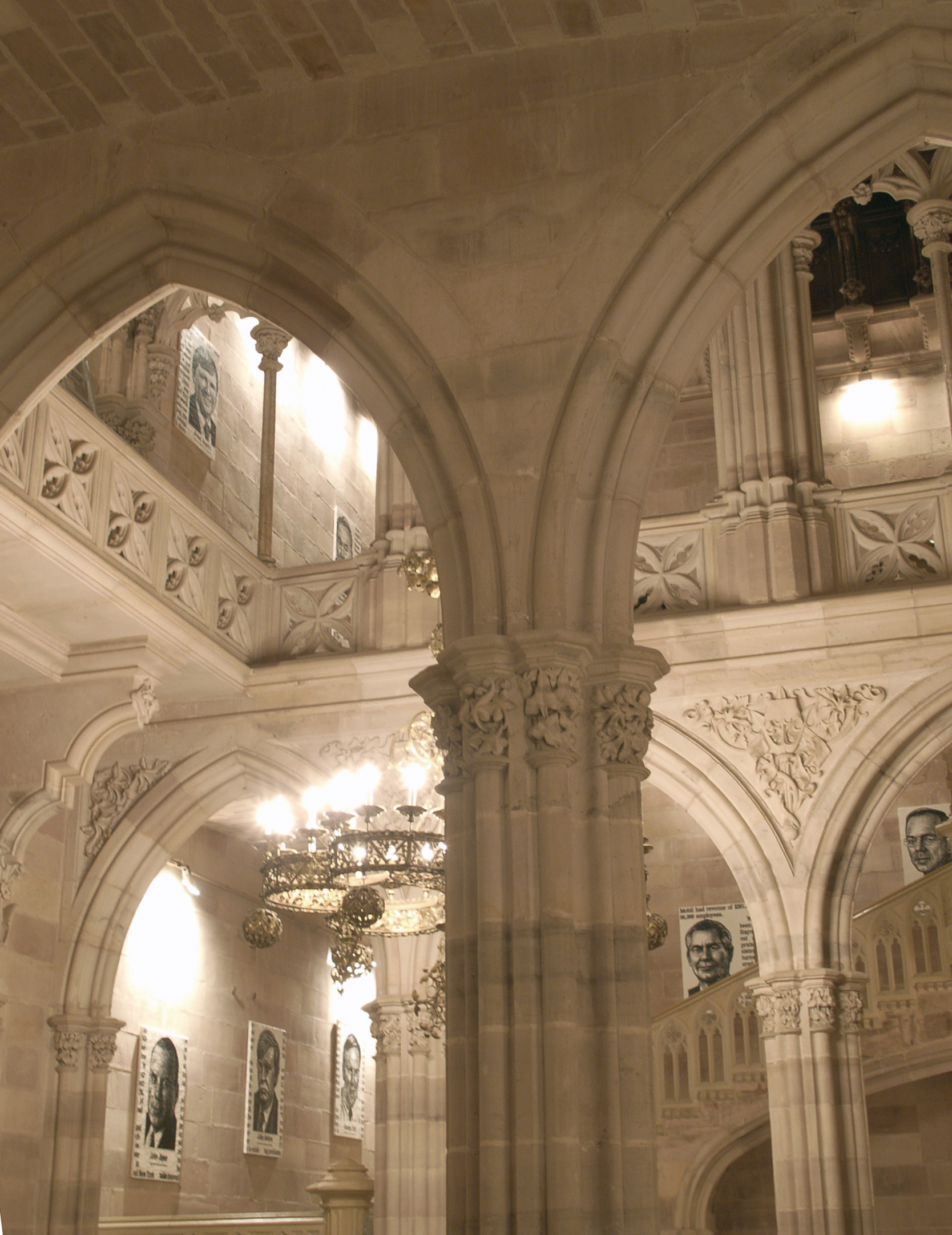
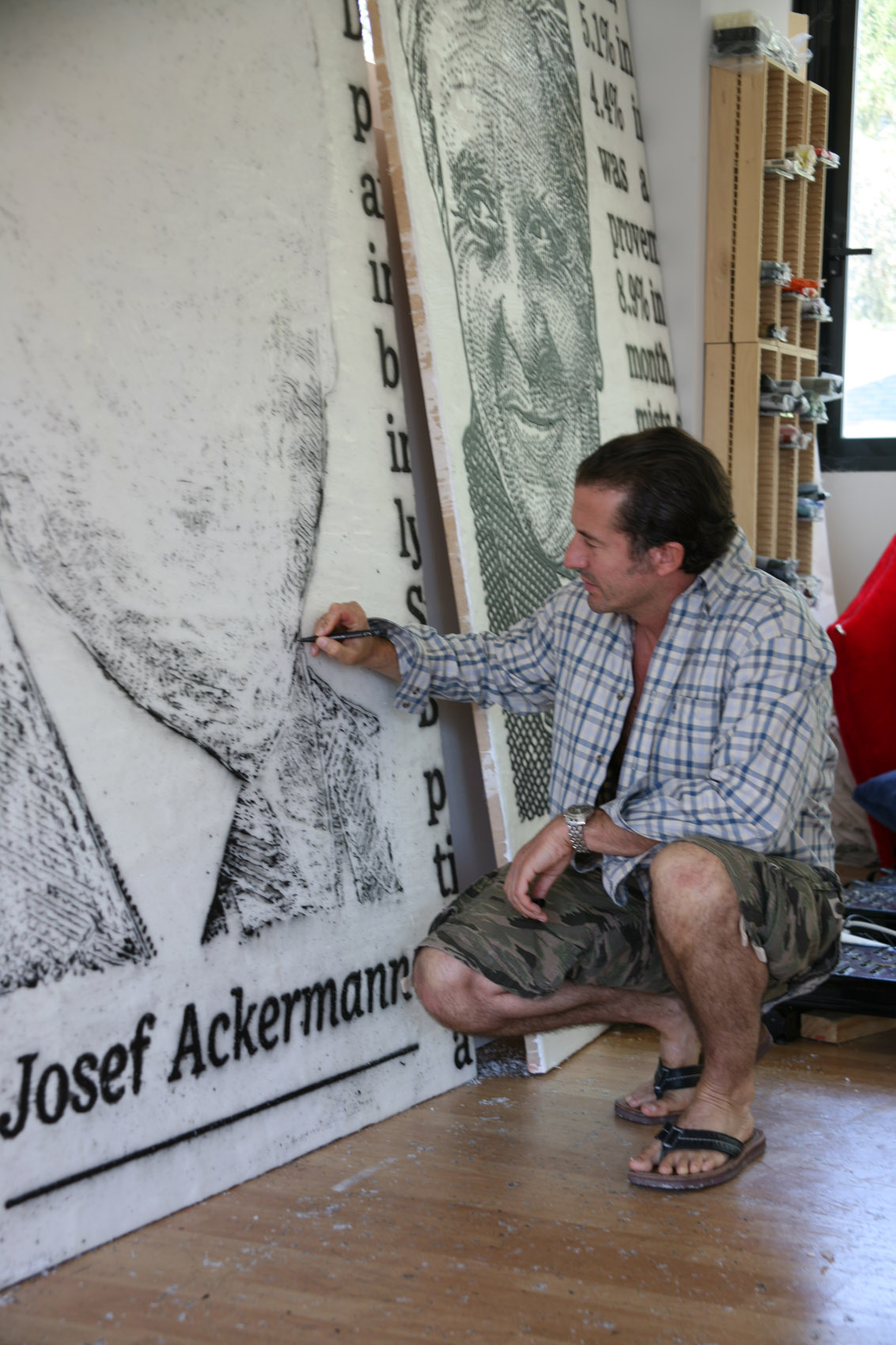